# St Peter's School

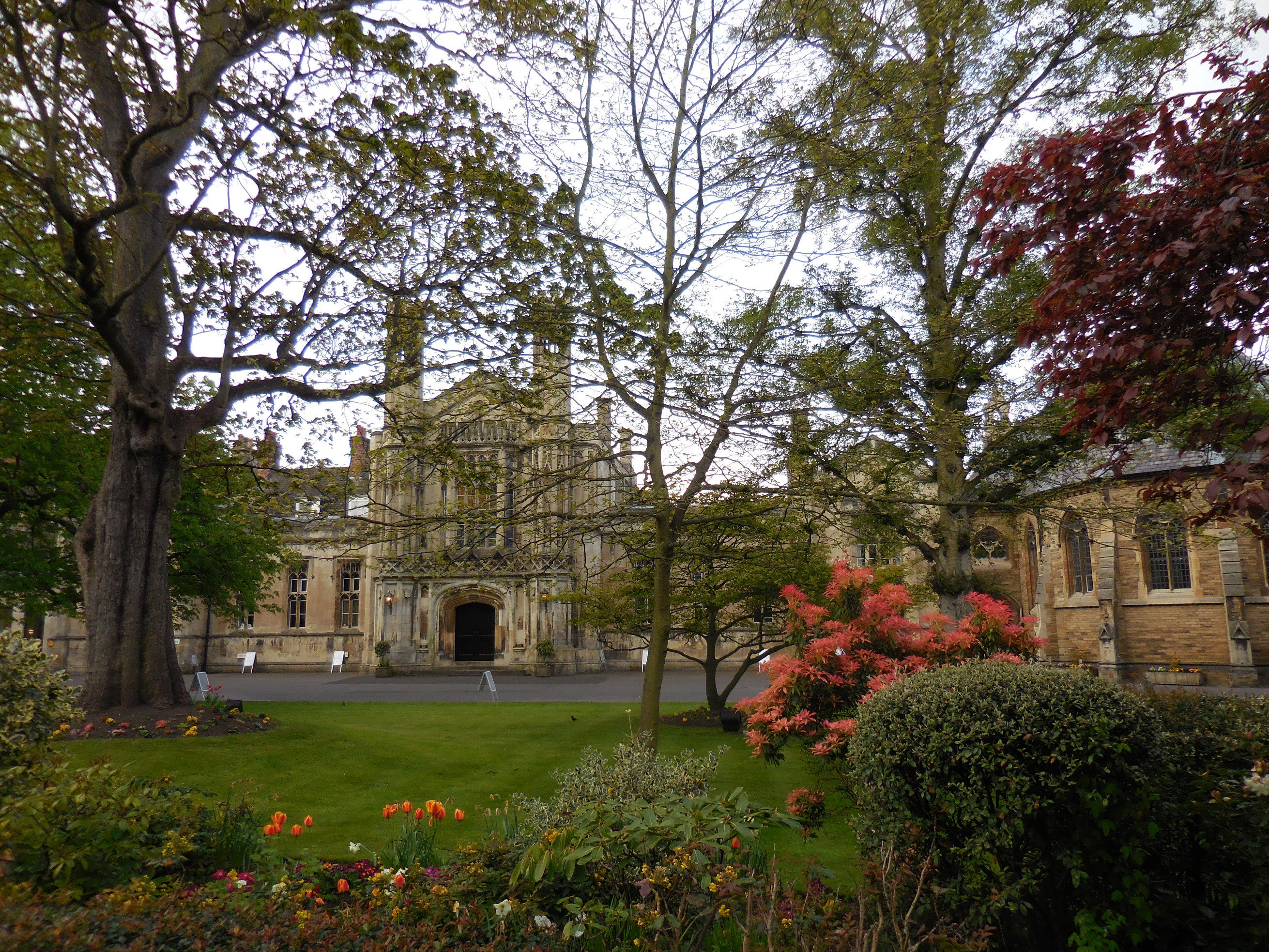
Imagem da frente da escola

A St Peter's School é um internato privado co-educacional e escola diurna (também conhecida como escola pública), na cidade inglesa de York, com extensos terrenos às margens do rio Ouse. Fundada por São Paulino de York em 627, é considerada a terceira escola mais antiga do mundo, embora alguns historiadores tenham uma visão mais cética. Faz parte do York Boarding Schools Group.

## História

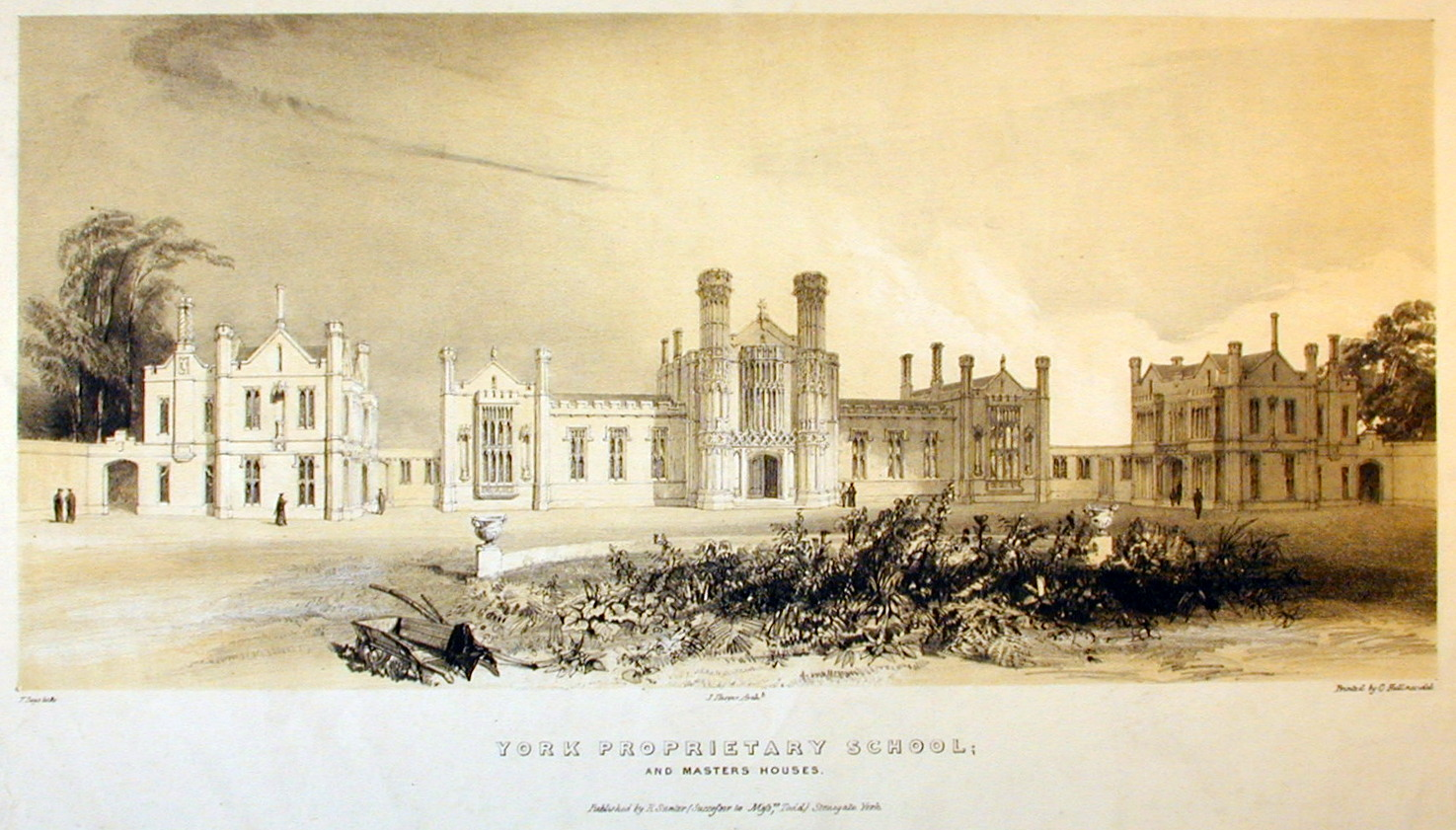
Escola de São Pedro, York em c. 1870

Fundada na cidade inglesa de York por São Paulino de York no ano 627, a escola foi originalmente baseada em York Minster. Um dos primeiros diretores, Alcuin (Flaccus Albinus Alcuinus), tornou-se chanceler do imperador Carlos Magno e fundou várias das primeiras escolas da Europa continental. É a terceira escola mais antiga do mundo. Durante a maior parte de sua história, a escola foi para meninos, mas acolheu meninas na sexta série a partir de 1976, antes de se tornar totalmente mista em 198.

## Ex-alunos notáveis

### Esporte
- Andrew Springgay - jogador profissional de rugby da Aviron Bayonnais, SU Agen e England A
- Jonny Bairstow - jogador de críquete de primeira classe para Yorkshire e Inglaterra
- Sam Bond - fisiculturista profissional e personalidade de TV em Gladiators
- Oli Denton - jogador profissional de rugby union para Leeds Carnegie/Leeds Tykes
- Tom Denton - jogador profissional de rugby union para Leeds Carnegie
- David Kirby - jogador de críquete de primeira classe
- Frank Mitchell - jogador de críquete de primeira classe para Yorkshire
- James Thompson (piloto de corrida) - piloto de automobilismo e comentarista da cobertura do Campeonato Mundial de Carros de Turismo da Eurosport
- Peter Wackett - jogador profissional de rugby union para Leeds Tykes
- Norman Yardley - jogador de críquete inglês

### Acadêmicos e historiadores:
- Frederick Henry Marvell Blaydes - renomado estudioso clássico
- Angus M. Bowie, erudito clássico
- Henry Darnley Naylor - erudito clássico
- Henry Dodwell - um escritor anglo-irlandês, estudioso, teólogo e controverso
- William Fishburn Donkin - Professor de Astronomia, University College, Oxford
- George Edmundson – Acadêmico
- Christopher Hill - historiador marxista inglês e autor de livros didáticos
- Daniel Lightwing - prodígio da matemática
- C. Northcote Parkinson - historiador naval e autor de cerca de sessenta livros, o mais famoso dos quais foi seu best-seller Lei de Parkinson
- Francis W. Pixley – contador, advogado e autor; foi vice-tenente de Buckinghamshire
- Harold Dennis Taylor – Inventor
- Arthur Terry - filólogo e professor de espanhol
- John Francis Walker – Professor de Química, Sidney Sussex College, Cambridge

### Artistas e figuras da mídia:
- John Barry - compositor, mais conhecido por compor 11 trilhas sonoras de James Bond
- Katherine Downes - apresentador de televisão, especializado em cobertura esportiva
- Jeffery Dench - ator inglês
- Laurence Eusden - tornou-se poeta laureado em 1718
- Harry Gration - locutor da BBC
- Rob Heaps - ator inglês
- Justin Hill - romancista Inglês
- Charles Legh Naylor - compositor e organista
- James Pigott Pritchett – arquiteto
- Basil Radford - ator de cinema
- Mark Simpson - jornalista, escritor e radialista especializado em cultura pop, mídia e masculinidade creditado por cunhar a palavra metrossexual
- Jimmy Thompson - ator, escritor e diretor
- Greg Wise - ator inglês

### Figuras políticas:
- Neil Carmichael - político conservador britânico
- James Clappison - político conservador britânico e vice-presidente do grupo de amigos conservadores de Israel
- John Healey - político trabalhista britânico [6]
- John Arthur Jackson - político conservador britânico
- Alan Mak - membro conservador do Parlamento para Havant
- Sir John Rodgers, 1º Baronete - político conservador britânico
- Frank Swettenham - funcionário colonial britânico
- James Wharton, Baron Wharton de Yarm - político conservador britânico

### Figuras religiosas:
- George Forrest Browne - clérigo, tornou-se bispo de Bristol
- Marmaduke Fothergill - clérigo
- Maurice Harland - Bispo de Durham do século 20
- Robert William Bilton Hornby - um antiquário, padre e senhor da mansão de Heworth York
- Thomas Morton - Bispo de Durham[7]
- Henry Herbert Williams - Bispo de Carlisle

### Juízes:
- John Mortimer - Juiz do Tribunal de Última Instância de Hong Kong e Presidente do Tribunal de Recurso de Brunei Darussalam

### Forças Armadas:
- Ian Baker - chefe adjunto do Estado-Maior
- Frank Bingham - oficial do exército que morreu na Primeira Guerra Mundial
- Walbanke Ashby Pritt - ás da aviação britânica da Primeira Guerra Mundial, creditado com cinco vitórias aéreas. Ele voou com o Royal Flying Corps em 1917/1918; voando Sopwith Filhotes .
- Craig Lawrence - Ex-diretor de guerra conjunta
- Neill Malcolm - Chefe do Estado-Maior da Segunda Guerra Mundial no quinto exército

### Líderes de negócios:
- Gordon Gibb - proeminente empresário, proprietário do parque temático Flamingo Land Resort e ex-diretor do Bradford City Football Club
- Frank Pick - gerente no setor de transporte, incluindo Underground Group e London Passenger Transport Board
- Joseph Terry - confeiteiro que presidiu Joseph Terry &amp; Sons Ltd.

### Figuras históricas:
- Guy Fawkes - conspirador da conspiração da pólvora[8]
- Sir Thomas Herbert, 1º Baronete - cavalheiro do quarto de Carlos I
- Robert Middleton - mártir católico
- Edward Oldcorne - Mártir católico executado por suspeita de envolvimento na trama
- Oswald Tesimond - clérigo jesuíta com conhecimento prévio da conspiração
- John e Christopher Wright - conspiradores na conspiração da pólvora

### Criminosos:
- Sarah Panitzke – até 2022 "a mulher mais procurada da Grã-Bretanha"[9]